# Lilium pardalinum

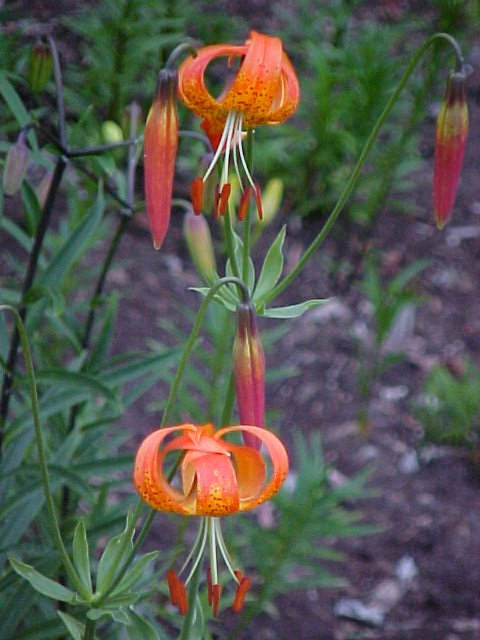
Lilium pardalinum em flor em seu habitat.

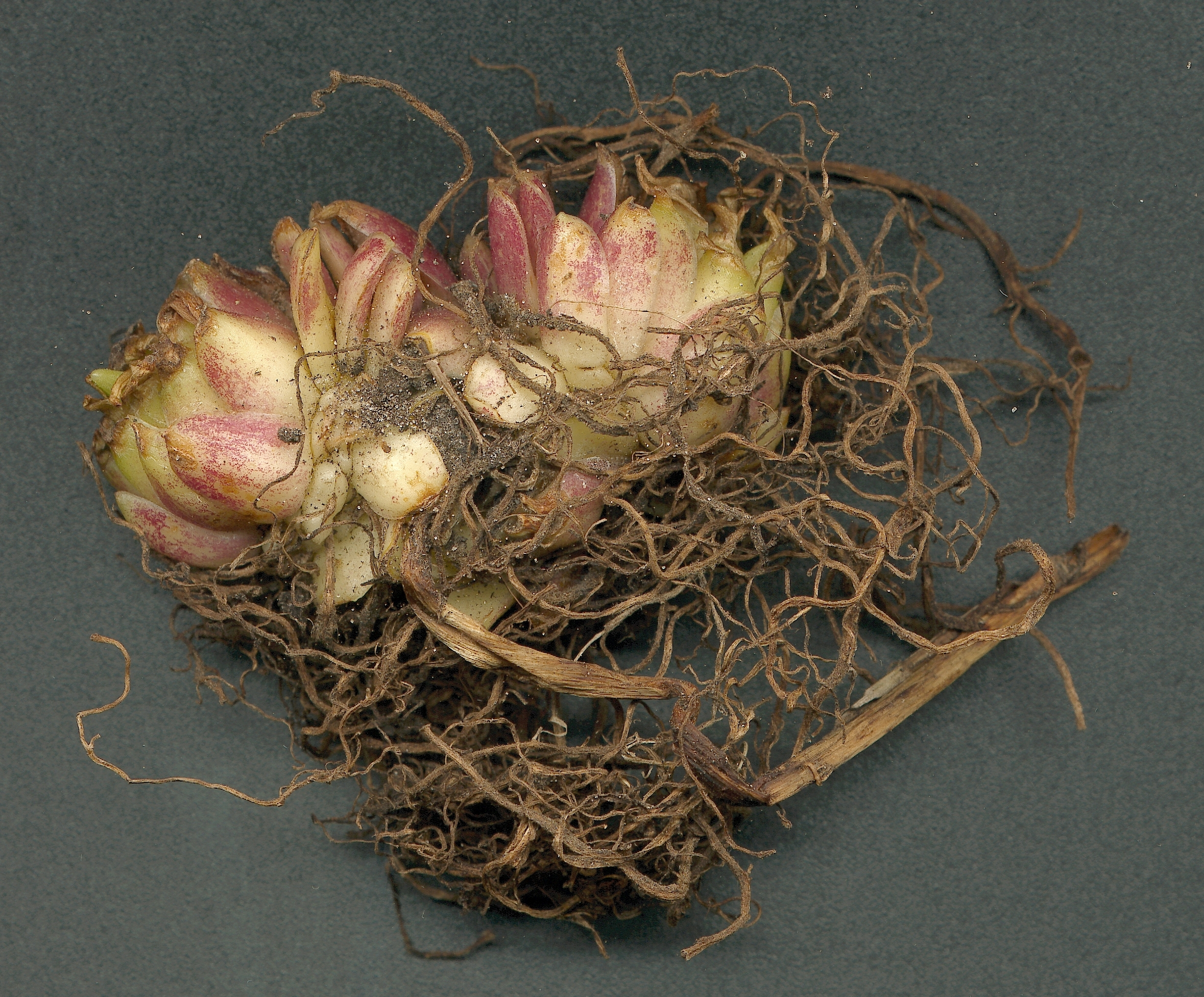
Bulbo de Lilium pardalinum.

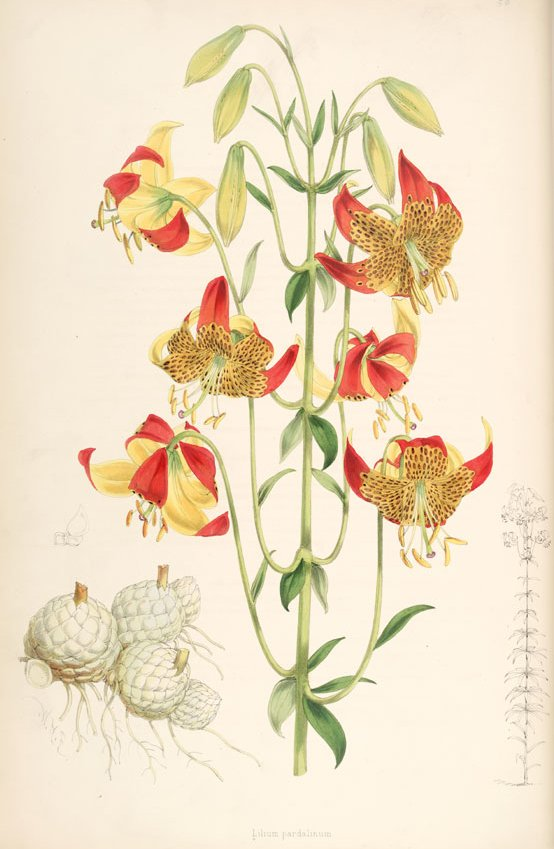
Lilium pardalinum ilustração de Walter Hood Fitch.

Lilium pardalinum é uma espécie de planta com flor, pertencente à família Liliaceae.
A planta é nativa da região Oeste da América do Norte. O L. pardalinum adulto mede entre 100–230 cm e floresce em área úmida perto de rios.

## Sub-espécies
Estão reconhecidas cinco sub-espécies de L. pardalinum:
- Lilium pardalinum ssp. pardalinum Kellogg—leopard lily
- Lilium pardalinum ssp. pitkinense (Beane & Vollmer) Skinner, comb. nov. ined. -- Pitkin Marsh lily
- Lilium pardalinum ssp. shastense (Eastw.) Skinner - Shasta lily
- Lilium pardalinum ssp. vollmeri (Eastw.) Skinner - Vollmer's lily
- Lilium pardalinum ssp. wigginsii (Beane & Vollmer) Skinner, comb. nov. ined. -- Wiggins' lily